# Grand Prix van Mar del Plata
De Grand Prix van Mar del Plata was een autorace nabij de Argentijnse plaats Mar del Plata, gehouden op het Circuito de Playa Grande. De race maakte in 1947 deel uit van het grand-prixseizoen.

## Winnaars van de grand prix
- Hier worden alleen de races aangegeven die plaatsvonden tijdens de grand-prixseizoenen tot 1949 en Formule 1-races vanaf 1950.

| Jaar | Coureur              | Constructeur | Locatie      | Verslag |
| ---- | -------------------- | ------------ | ------------ | ------- |
| 1947 | Óscar Alfredo Gálvez | Alfa Romeo   | Playa Grande | Verslag |